# ウェイティング・フォー・ザ・パンチライン
『ウェイティング・フォー・ザ・パンチライン』（Waiting for the Punchline）は、アメリカ合衆国のヘヴィメタル・バンド、エクストリームが1995年に発表した4作目のスタジオ・アルバム。

## 背景
本作の制作中にポール・ギアリーが脱退し、シングル曲「ヒップ・トゥデイ」など一部の曲には、後任ドラマーのマイク・マンジーニが参加した。バンドは本作リリースの翌年に解散したが、2004年には再結成を果たしている。

## 反響・評価
アメリカでは前2作ほどの成功を収められず、Billboard 200では40位を記録するにとどまった。一方、イギリスでは本作が全英アルバムチャートで10位に達し、バンドにとって2作目の全英トップ10アルバムとなって、本作からのシングル「ヒップ・トゥデイ」は全英シングルチャートで44位を記録した。
Stephen Thomas Erlewineはオールミュージックにおいて5点満点中2点を付け「ヌーノ・ベッテンコートのギターは相変わらず華やかで熟達しているが、作曲家としては、前にもまして限定的な路線から脱却できずにいる」と評している。また、チャック・エディは1995年1月27日付の『エンターテインメント・ウィークリー』誌のレビューでBマイナスを付け「不思議なことに、サウンドガーデンの物真似に終わっている」と評している。

## 収録曲
特記なき楽曲はゲイリー・シェローンとヌーノ・ベッテンコートの共作。
1. ゼア・イズ・ノー・ゴッド - "There Is No God" (Gary Cherone, Nuno Bettencourt, Pat Badger) - 6:08
2. シニカル - "Cynical" - 4:41
3. テル・ミー・サムシング・アイ・ドント・ノウ - "Tell Me Something I Don't Know" (G. Cherone, N. Bettencourt, P. Badger) - 6:25
4. ヒップ・トゥデイ - "Hip Today" - 4:42
5. ネイキッド - "Naked" (G. Cherone, N. Bettencourt, P. Badger) - 5:47
6. ミッドナイト・エクスプレス - "Midnight Express" - 3:59
7. リーヴ・ミー・アローン - "Leave Me Alone" (G. Cherone, N. Bettencourt, Mike Mangini) - 4:47
8. ノー・リスペクト - "No Respect" - 3:52
9. イーヴルエンジェリスト - "Evilangelist" - 4:49
10. シャドウ・ボクシング - "Shadow Boxing" - 4:35
11. アンコンディショナリー - "Unconditionally" - 5:05
12. フェア・ウェザー・ニュース - "Fair Weather Faith" - 4:56

隠しトラック
1. "Waiting for the Punchline" - 5:59

## 参加ミュージシャン
- ゲイリー・シェローン - ボーカル
- ヌーノ・ベッテンコート - ギター
- パット・バッジャー - ベース
- ポール・ギアリー - ドラムス(on #1, #2, #3, #5, #6, #9, #10, #11, #12)
- マイク・マンジーニ - ドラムス(on #4, #7, #8)